# 巴爾瑙爾車站
巴爾瑙爾車站（俄语：Станция Барнаул）是俄羅斯阿尔泰边疆区首府巴爾瑙爾的主要鐵路車站。

## 歷史
1914年4月，隨著阿爾泰鐵路的建設，巴爾瑙爾車站的建設開始，車站於1915年10月21日啟用。1950年代初，由於車站無法滿足增加的客流量的需要，1955年當局決定在它旁邊建造一座新的車站大樓，並完工於1958年。